# Üllar Jörberg

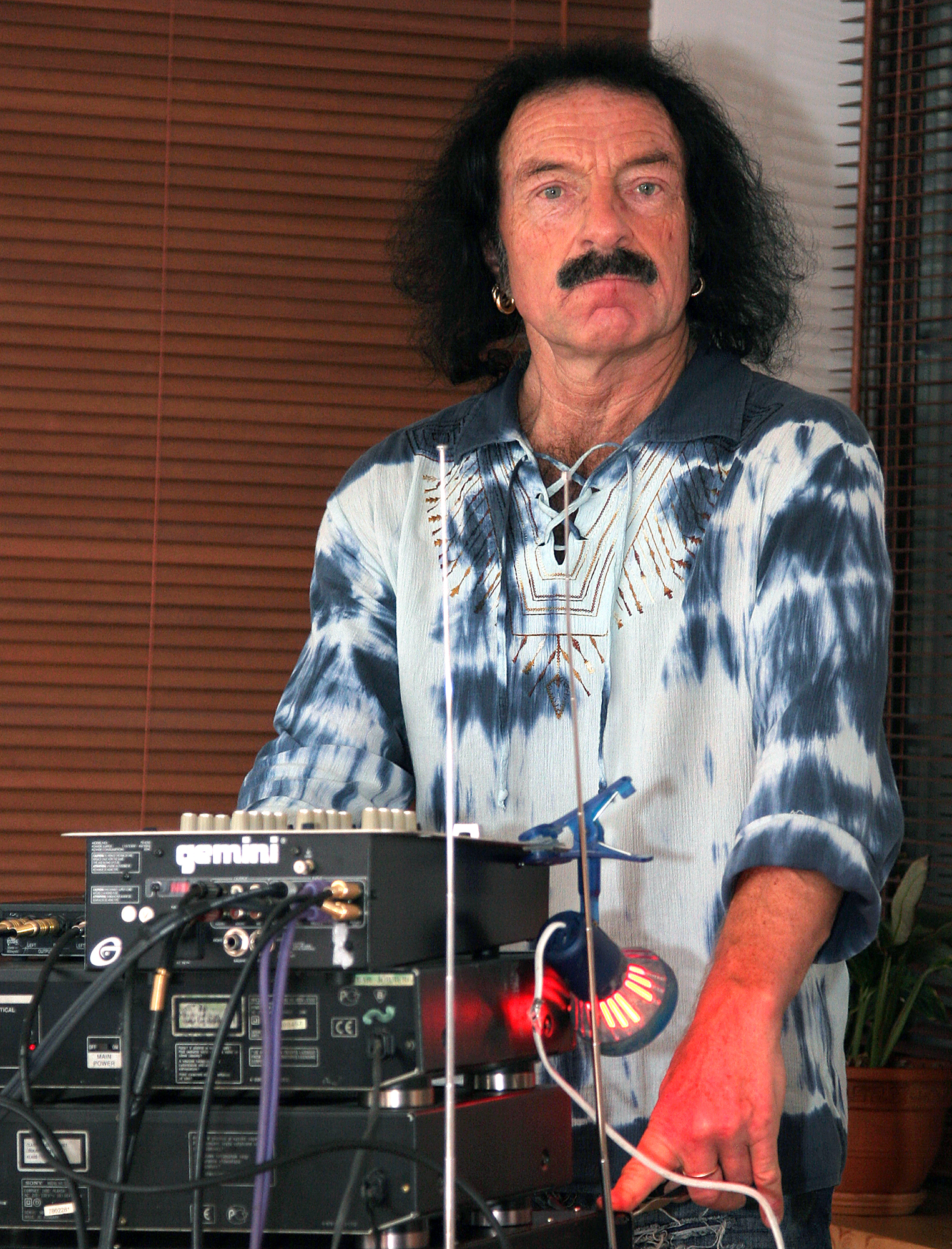
Üllar Jörberg

Üllar „Jörpa” Jörberg, wymowa estońska: [yllɑr jørpɑ jørberg] (ur. 9 czerwca 1941, zm. 26 grudnia 2018) – estoński wokalista.

## Biografia
W szkole śpiewał w chórze oraz w męskim kwartecie wokalnym. Ukończył gimnazjum w Viljandi w 1961 roku. Przed służbą w Armii Radzieckiej studiował wychowanie fizyczne na Uniwersytecie w Tartu.
Zaczął śpiewać profesjonalnie w 1967 roku, występując solo w restauracji Kaseke w Tartu. Następnie występował z zespołem Fix.
W trakcie swojej kariery wydał dziesiątki płyt i ponad 600 piosenek, przede wszystkim z muzyką taneczną. Według Kroonika, jednymi z jego najbardziej znanych piosenek są Mereranna tuul („Morska bryza”) i Kutse tantsule („Zaproszenie do tańca”).
W 2014 r. TV3 przygotowało film dokumentalny na jego temat pt. Jutustus tõelisest Jörbergist („Opowieść o prawdziwym Jörbergu”), w reżyserii Antti Oolo.
W 2017 r. wraz z żoną Ester Jörberg oraz muzykiem Onu Bella prowadził program Suur Lõunamere Armastus („Wielka miłość Morza Południowego”) w Radio 2. Tego samego roku Jörberg ogłosił zakończenie kariery; jego ostatnie ważniejsze występy miały miejsce na Õllesummer 2018 oraz festiwalu Haapsalu.
Üllar Jörberg ma syna Svena Jörberga (urodzonego w grudniu 1969) z pierwszego małżeństwa z Reedą. 10 sierpnia 1978 roku Üllar ożenił się po raz drugi. Jego żoną została Ester. Üllar i Ester mieszkali w Ihaste, na przedmieściach Tartu.
Üllar Jörberg zmarł wskutek nagłej choroby 26 grudnia 2018 roku.

## Dyskografia

### Płyta winylowa
- 1986 „Üllar Jörberg”, Meloodia

### Kasety magnetofonowe
- 1992 „The away places: the best of Üllar Jörberg 1992”, väljaandja Üllar Jörberg
- 1992 „Tänan sind”, Helijälg
- 1992 „Wanderer’s love songs”, Stellaris
- 1992 „Saarenmaan valssi: Sävellahja Virosta”, väljaandjad Üllar Jörberg ja Voldemar Kuslap. Soomekeelsel kassetil esitab Üllar Jörberg laule koos Voldemar Kuslapiga.
- 1995 „Mexico kuu”, Best Hits
- 1998 „Ununenud meloodiad”, Cajun Music

### Płyty CD
- 1993 „Meri ja kitarr”, väljaandja Heldur Jõgioja (również jako kaseta magnetofonowa)
- 1996 „Suur ahv”, Theka (również jako kaseta magnetofonowa)
- 1997 „Kutse peole”, Hitivabrik (również jako kaseta magnetofonowa)
- 2000 „Millal märkad mind?”, HelMus (ka helikassetina)
- 2000 „Parimad 1", Records 2000 (ka helikassetina)
- 2000 „Sävellahja Virosta: Tulkaa tanssimaan: Saarenmaan valssi”, LeHelMus (również jako kaseta magnetofonowa).
- 2000 „Kõik muutub…”, LeHelMus (również jako kaseta magnetofonowa)
- 2000 „Varjud alleel”, Records 2000 (również jako kaseta magnetofonowa)
- 2001 „Parimad 2", Records 2000 (również jako kaseta magnetofonowa)
- 2002 „Tantsin kogu elu”, Records 2000 (również jako kaseta magnetofonowa)
- 2002 „Üllari kuldsed hitid: Õnnesoov”, LeHelMus
- 2004 „Õnnelootus”, sarjast „Kutse tantsule”, TopTen (również jako kaseta magnetofonowa)
- 2004 „Very Best Of Üllar Jörberg”, Records 2000
- 2006 „Kord tuleb aeg...”, Records 2000
- 2006 „Parimad III”, Eurorecords
- 2008 „Flamenco Rio öös”, LeHelMus
- 2008 „Viva Šampanja”, Records 2000
- 2009 „Üllar Jörberg”, kolmikplaat sarjast „Eesti kuld ja Eesti süda”, Estonian Artist Agency
- 2009 „Elujõe kaldad” LeHelMus
- 2009 „Kordumatu” LeHelMus
- 2013 „Kaunimad armastuslaulud” Aenigma OÜ
- 2014 „Parimad 3" Records 2000
- 2016 „Kuld [3CD]” Records 2000